# Batalion ON „Poznań II”

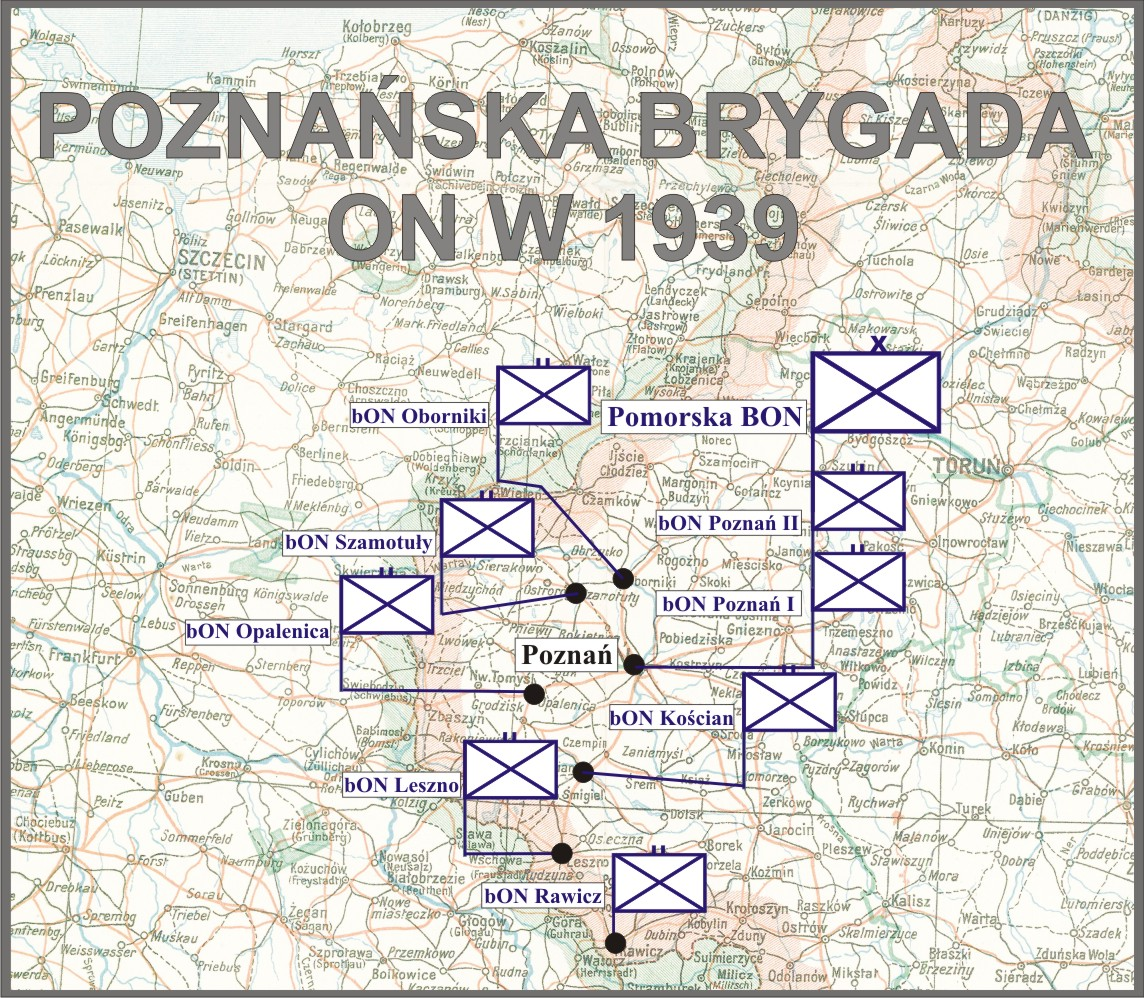
Poznańska Brygada ON

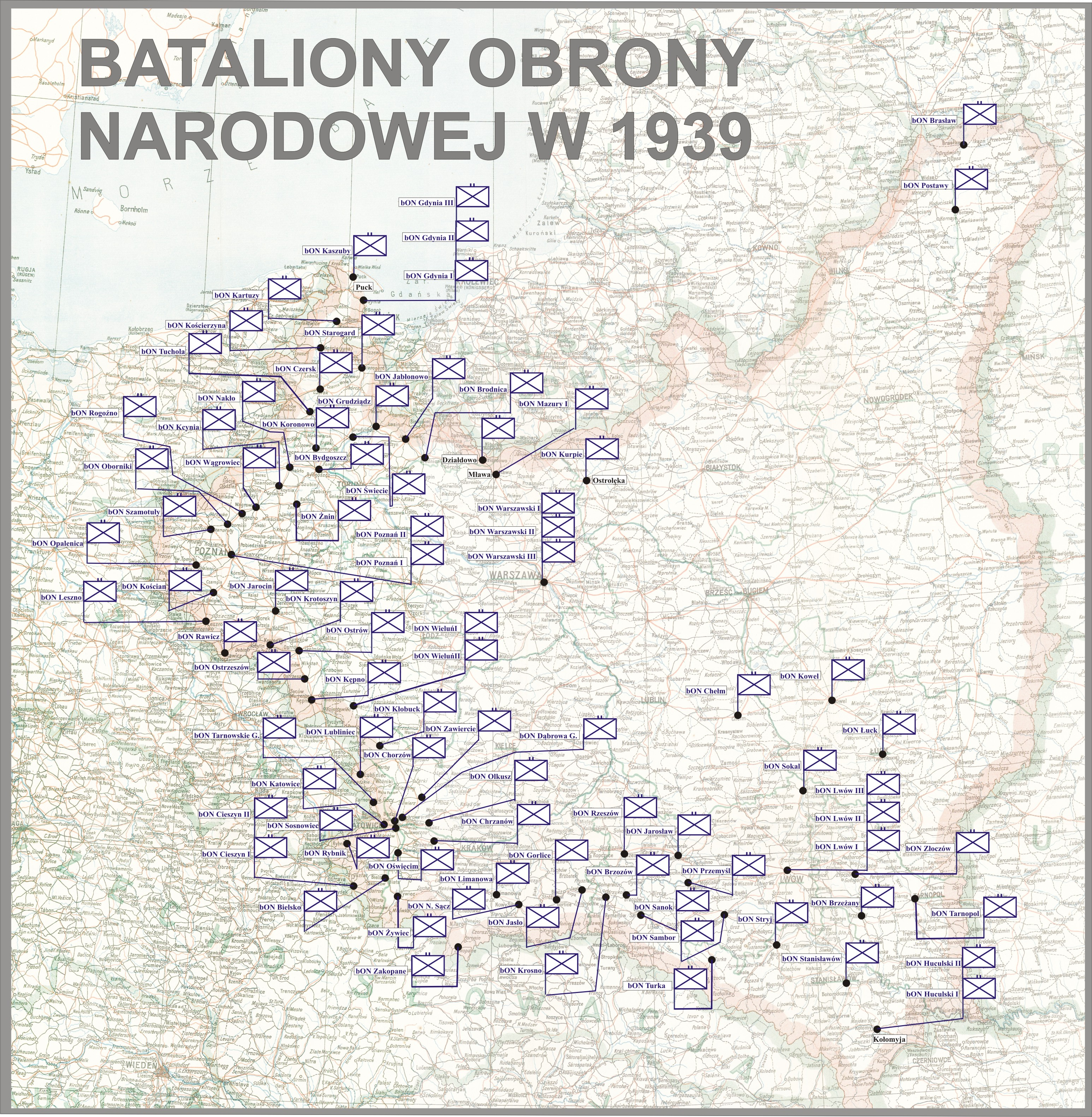
Obrona Narodowa w 1939

II Poznański Batalion ON (batalion ON „Poznań II”) – pododdział piechoty Wojska Polskiego II RP.
Batalion został sformowany wiosną 1939 roku, w składzie Poznańskiej Brygady ON na podstawie etatu batalionu ON typ IV.
Jednostką administracyjną i mobilizującą dla II Poznańskiego Batalionu ON był 58 pułk piechoty wielkopolskiej w Poznaniu.
30 sierpnia 1939 roku szef Biura do Spraw Jednostek ON wydał zarządzenie o zreorganizowaniu I i II Poznańskiego batalionu ON według etatu baonu typ „S”, w terminie do 12 września. Reorganizacji przeszkodził wybuch II wojny światowej.
Kampanię wrześniową rozpoczął w składzie 14 Wielkopolskiej Dywizji Piechoty (Armia „Poznań”) po czym włączony został do improwizowanego pułku ON ppłk rez. Bernarda Śliwińskiego, który z kolei wszedł w skład Zgrupowania płk Stanisława Siudy.
18 lipca 2025 dziedzictwo tradycji II Poznańskiego Batalionu ON przejął i z honorem kultywuje 124 Batalion Lekkiej Piechoty 12 Wielkopolskiej Brygady Obrony Terytorialnej.

## Obsada personalna
dowództwo batalionu i pododdziałów:
- dowódca batalionu – kpt. Antoni Cichoń
- adiutant batalionu – ppor. Gracjan Król
- lekarz batalionu – ppor. dr med. Władysław Antkowiak
- dowódca plutonu zwiadu (kolarzy) - ppor. rez. Stanisław Dachtera
- dowódca 1 kompanii ON „Żabikowo” – ppor. rez. art. Ignacy Laskowski
  - dowódca I plutonu – ppor. rez. Antoni Niwiński
  - dowódca II plutonu – ppor. rez. Henryk Wesołowski
  - dowódca III plutonu – ppor. rez. Karol Eder
  - dowódca plutonu ckm - NN
- dowódca 2 kompanii ON „Swarzędz” – ppor. rez. Klemens Kitka
  - dowódca I plutonu – ppor. rez. Bolesław Dąbrowski
  - dowódca II plutonu - ppor. rez. Stefan Korcz
  - dowódca III plutonu – plut. podchor. rez. Julian Suchocki
  - dowódca plutonu ckm – ppor. rez. Czesław Borowicz
- dowódca 3 kompanii ON „Stęszew” – kpt. Stanisław Mielcarski
  - dowódca I plutonu - ppor. rez. Edmund Torzecki
  - dowódca II plutonu - ppor. rez. Stanisław Domański
  - dowódca III plutonu - ppor. rez. Roman Lewandowicz
  - dowódca plutonu ckm - ppor. rez. Zygmunt Fibiger